# Chavaniac-Lafayette
Chavaniac-Lafayette é uma comuna francesa na região administrativa de Auvérnia-Ródano-Alpes, no departamento de Alto Loire. Estende-se por uma área de 8,34 km². Em 2010 a comuna tinha 276 habitantes (densidade: 33,1 hab./km²).